# Ampolla di Vater
L'ampolla di Vater, chiamata anche ampolla epatopancreatica, prende il nome da Abraham Vater, medico tedesco (1684-1751). È una struttura anatomica del duodeno.

## Disposizione e rapporti
Si trova nella parte mediale della seconda porzione del duodeno e rappresenta il sito di confluenza della porzione intramurale della via biliare extraepatica principale (o dotto coledoco) e del dotto pancreatico maggiore di Wirsung. Nella maggioranza dei soggetti i due dotti si uniscono prima di gettarsi nel duodeno ma le varianti anatomiche sono numerose. Il passaggio dei secreti ghiandolari trasportati lungo i due dotti è regolato dall'attività contrattile dello sfintere di Oddi (che avvolge entrambi il coledoco e il Wirsung) e da sfinteri propri dei dotti stessi. In condizioni fisiologiche il sistema biliare e quello pancreatico sono funzionalmente indipendenti, ciò impedisce il passaggio di un secreto nella via sbagliata.

## Patologia
Raramente tumori maligni primitivi, soprattutto adenocarcinomi, possono interessare questa porzione di duodeno. Tumori della testa del pancreas o del dotto coledoco possono estendersi per contiguità all'ampolla di Vater.